# Тимков (село)
Тимков (укр. Тимків) — село в Новоушицком районе Хмельницкой области Украины.
Население по переписи 2001 года составляло 363 человека. Почтовый индекс — 32620. Телефонный код — 3847. Занимает площадь 1,848 км². Код КОАТУУ — 6823387004.

## Местный совет
32620, Хмельницкая обл., Новоушицкий р-н, с. Отроков